# LatticeMico32
LatticeMico32は、ラティスセミコンダクターによる、FPGAに最適化された32ビットマイクロプロセッサのソフトコアである。
LatticeMico32は、オープンなIPコアライセンスで認可されている。つまり、Mico32はラティスのFPGAに制限されず、どのようなホストアーキテクチャ（FPGA, ASIC, 仮想エミュレーション）でも法的に使用可能である。CPUコアと開発ツールチェインはソースコードの形で利用可能であり、サードパーティはプロセッサアーキテクチャに変更を加えることができる。
特徴:
- RISC ロード・ストア アーキテクチャ
- 32ビットデータバス
- 32ビット命令長
- 32個の汎用レジスタ
- 最大32本の外部割り込み
- 変更可能な命令セット
- オプションのキャッシュ
- オプションのパイプラインメモリ
- 2つのWISHBONEメモリインタフェース
- メモリマップドI/O
- 6ステージ命令パイプライン

ツールチェイン:
- GCC - C/C++言語コンパイラ
- GNU Binutils - アセンブラ、リンカ、バイナリユーティリティ
- GDB - デバッガ
- Eclipse - 統合開発環境
- Newlib - C言語ライブラリ
- uCos-II と μITRON - リアルタイムオペレーティングシステム
- μClinux - カーネル